# Levenseindekliniek
Levenseindekliniek (Clínica para Morrer) é uma instituição médica holandesa para pessoas que possuem o desejo de morrer. Foi inaugurada em 2012 e é a primeira instituição privada para a prática de eutanásia.